# Saint-Andéol-de-Fourchades

Saint-Andéol-de-Fourchades este o comună în departamentul Ardèche din sud-estul Franței. În 1 ianuarie 2022 avea o populație de 53 de locuitori.